# 帚蓼
帚蓼（学名：Polygonum argyrocoleon），为蓼科蓼属下的一个种。

## 扩展阅读
維基物種上的相關：帚蓼